# Filomelides
Filomelides (en grec antic Φιλομηλέιδης), va ser segons la mitologia grega, un rei de Lesbos que forçava els viatgers que arribaven a la seva illa a lluitar contra ell. Segons Homer, a l'Odissea, matava a aquells que vencia.
Odisseu, de camí cap a Troia va fer escala a Lesbos amb les seves naus. Acompanyat de Diomedes van tombar per l'illa fins que es van trobar amb Filomelides, que els obligà a lluitar. Odisseu el va matar. Algunes tradicions diuen que amb l'ajuda de Diomedes.